# Psalm 114 (Bruckner)
Anton Bruckners Psalm 114, WAB 36, ist eine Vertonung der Verse 1 bis 9 einer deutschen Version von Psalm 116, die Psalm 114 in der Vulgata ist.

## Entstehung und Stellung im Gesamtwerk
Das Werk entstand 1852 in Sankt Florian. Bruckner widmete es Hofkapellmeister Ignaz Aßmayer zur Feier seines Namenstags. Das Werk wurde zu dieser Zeit einstudiert, aber es folgte keine öffentliche Aufführung. Die Originalhandschrift, die im Detail etwas unvollständig ist, befindet sich im Archiv des
Stifts Sankt Florian.
Das Werk wurde am 1. April 1906 von August Göllerich unter Verwendung einer Abschrift des Manuskripts uraufgeführt. Auf Tonträger wurde es erstmals 1987 von Matthew Best aufgenommen. 1997 gab Paul Hawkshaw die Partitur heraus, und zwar in Band XX/1 der Bruckner-Gesamtausgabe, basierend auf der dedizierten Reinschrift, die 1957 in einer Privatsammlung in Wien gefunden worden war.
Im Rahmen eines Konzerts am 25. Juni 2017 mit der Missa solemnis führte Łukasz Borowicz das Werk mit dem RIAS Kammerchor und der Akademie für Alte Musik Berlin auf. Die später erschienene Accentus-CD ACC 30429 von diesem Konzert enthielt jedoch keine Aufnahme vom Psalm 114.

## Text
Dank für Rettung aus großen Gefahren
1. Alleluja! Liebe erfüllt mich, weil der Herr die Stimme meines Flehens erhört hat,
2. Weil er sein Ohr zu mir neigte: mein Leben lang werd’ ich ihn anrufen.
3. Es umgaben mich die Schmerzen des Todes, es trafen mich die Gefahren der Hölle, Trübsal und Schmerz fand ich:
4. Da rief ich den Namen des Herrn an: O Herr, erlöse mein Seele!
5. Barmherzig ist der Herr und gerecht: unser Gott ist barmherzig.
6. Der Herr bewahret die Kleinen: ich war gedemüthigd, und er half mir.
7. Kehre zurück, meine Seele, in deine Ruh: denn der Herr hat dir wohlgethan;
8. Denn er errettete meine Seele vom Tode, meine Augen von den Thränen, meinen Füße vom Falle.
9. Ich will gefallen dem Herrn im Lande der Lebendigen.[4]

## Musik
Das 209 Takte lange Werk in G-Dur ist für fünfstimmigen gemischten Chor (SAATB) und drei Posaunen gesetzt.
„Die Musik ist zunächst von einer beeindruckenden archaischen Strenge, nackt in der Harmonie und auffallend einfach in der Textur. E-Moll ist die Eröffnungstonart, aber G-Dur dominiert letztendlich.“ Die Struktur des Psalms, die vom Konzept her recht einfach ist, basiert auf der liturgischen Praxis. Die Komposition beginnt mit einem vierphrasigen, homophon aufgebauten Alleluja, das als Antiphon zur Psalmvertonung dient. Die einzelnen Strophen, mit Ausnahme der Strophen sieben und acht, sind durch starke Kadenzen oder Generalpausen klar voneinander getrennt. „[Bruckner] verließ sich auf die Posaunen, um die Kontraste zu verstärken, die durch die Pausen abgegrenzt wurden, die in seiner späteren Musik so ergreifend werden sollten.“ Die Posaunen verstärken so die Kontraste zwischen „Es umgaben mich die Schmerzen des Todes“ (Wechsel nach Moll) und „Kehre zurück meine Seele“. Das inspirierte Werk, das ein tiefes Verständnis des Textes vermittelt, fesselt das Ohr mit interessanten Harmonien und abwechslungsreichen Klangfarben und Texturen. Die letzten Worte der achten Strophe („meinen Füße vom Falle.“), die in einem zweistimmigen Kanon über einem Orgelpunkt gesetzt sind, bilden eine wirkungsvolle Brücke für die großformatige, fünfstimmige Doppelfuge, die mit einem kraftvollen Unisono auf „im Lande der Lebendigen“ endet.

„Bruckner’s Psalm 114 is an aurally pleasing and expressive composition that does not deserve the near oblivion to which it has been relegated. It represents another important step in his slow process toward a purely musical career.“

„Bruckners Psalm 114 ist eine klanglich ansprechende und ausdrucksstarke Komposition, die die Beinahe-Vergessenheit nicht verdient, in die sie verbannt wurde. Es ist ein weiterer wichtiger Schritt in seinem langsamen Prozess hin zu einer rein musikalischen Karriere.“

## Diskografie
Von Bruckners Psalm 114 gibt es drei Aufnahmen:
- Matthew Best: Bruckner - Requiem, Psalmen 112 und 114, Corydon Singers, English Chamber Orchestra, 1987 - CD Hyperion CDA66245
Diese Aufnahme von Psalm 114 verwendet eine Partitur von Best-self, basierend auf dem Reinschrift-Partitur.
- Johannes Rühl: Anton Bruckner zum 175. Geburtstag, Capella Kreuzberg, Mitglieder der Staatsoper Berlin, 1999 - CD des Chores
- Mark Forkgen: Sing Praises, London Concert Choir, Alexander Mason (Orgel), 2002 - CD des Chores (mit Orgel statt Posaunen)